# Persoonia pungens
Persoonia pungens är en tvåhjärtbladig växtart som beskrevs av W. V. Fitzg.. Persoonia pungens ingår i släktet Persoonia och familjen Proteaceae. Inga underarter finns listade i Catalogue of Life.